# Teorija iger
Teorija iger je veja uporabne matematike, ki se uporablja v ekonomiji, biologiji, tehniki, politologiji, mednarodnih odnosih, računalništvu in filozofiji.
Teorija iger skuša matematično zajeti vedenje v strateških situacijah, v katerih je uspeh posameznikovega izbiranja odvisen od izbir drugih.